# Nendlnach
Nendlnach ist ein  Gemeindeteil der Stadt Grafenau und eine Gemarkung im Landkreis Freyung-Grafenau, Bayern.
Das Dorf Nendlnach liegt am westlichen Hangfuß des Haselbergs (678 m). Durch den Ort führt die Staatsstraße 2321.
Die Gemarkung Nendlnach hat eine Fläche von 647,19 Hektar und liegt vollständig auf dem Stadtgebiet von Grafenau. Auf der Gemarkung liegen die Grafenauer Gemeindeteile Eiblöd, Ettlmühle, Harretsreuth, Haselbach, Nendlnach und Stöckelholz. Die angrenzenden Gemarkungen sind Schlag, Liebersberg, Heinrichsreit, Haus i.Wald, Eberhardsreuth und Bärnstein.

## Geschichte
Die mit dem bayerischen Gemeindeedikt von 1818 errichtete selbständige Landgemeinde Nendlnach umfasste am 1. Oktober 1964 eine Gemeindefläche von 661,48 Hektar und die Gemeindeteile Nendlnach, Eiblöd, Ettlmühle, Harretsreuth, Haselbach und Stöckelholz. Am 1. April 1971 wurde sie im Zuge der Gebietsreform in Bayern nach Haus im Wald eingegliedert. Am 1. Januar 1978 kam Nendlnach durch die Auflösung der Gemeinde Haus im Wald zur Stadt Grafenau. Am 25. Mai 1987 hatte Nendlnach 18 Wohnungen in 12 Gebäuden mit Wohnraum und 49 Einwohner.